# Strumienica

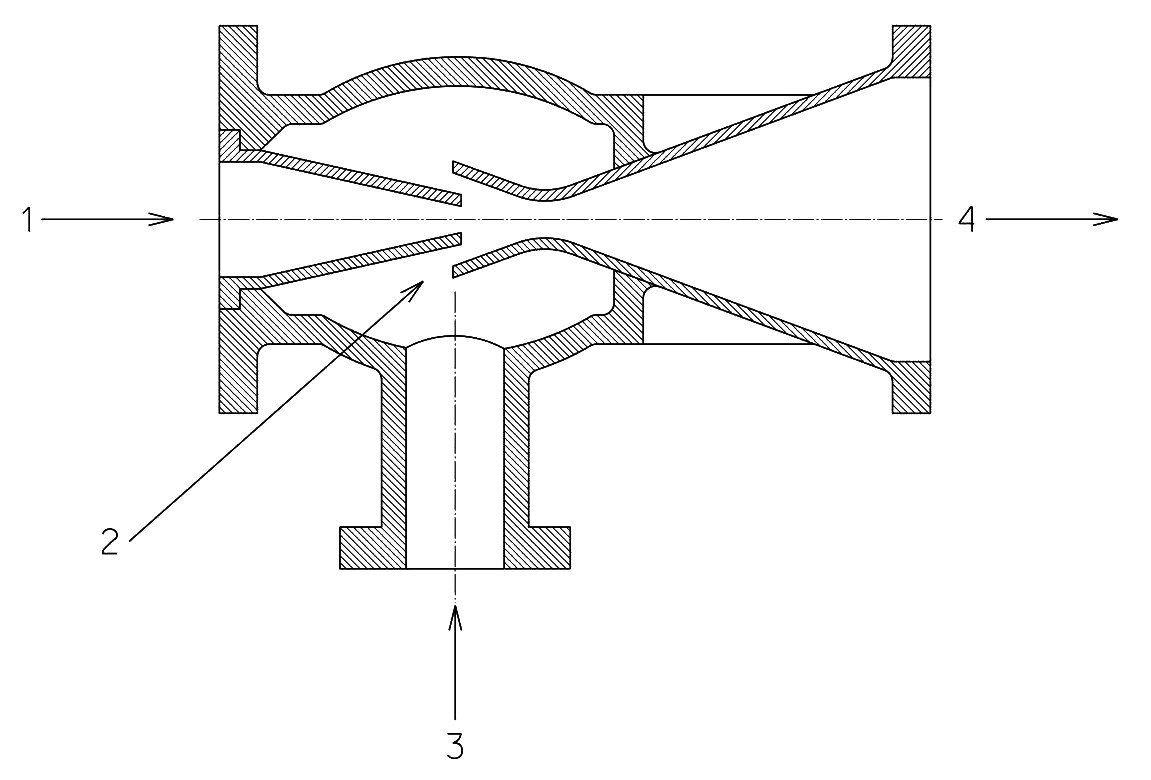
Schemat budowy strumienicy: 1 – dopływ cieczy roboczej, 2 – dysza, 3 – komora ssawna 4 - komora wylotowa

Strumienica lub inżektor – urządzenie do przenoszenia cieczy, zawiesin, ciał sypkich oraz gazów. Strumienica musi być zasilana przez pompę, sprężarkę, lub parą z kotła. Działanie strumienicy polega na wytworzeniu różnicy ciśnień pomiędzy ciśnieniem w zbiorniku ssawnym a ciśnieniem w komorze tłocznej.
Ciecz robocza, podawana przez pompę zasilającą poprzez dopływ (1), dostaje się do dyszy (2), gdzie następuje przyrost prędkości cieczy kosztem spadku ciśnienia (zobacz prawo Bernoulliego). Spadek ciśnienia w komorze ssawnej jest wystarczający do podniesienia cieczy lub zawiesiny ze zbiornika ssawnego (3). Obie ciecze, zasilająca i pompowana, mieszają się w komorze wylotowej (4).
Zaletą strumienic jest brak ruchomych elementów, a co za tym idzie duża niezawodność. Wadą natomiast jest niska sprawność energetyczna (30 - 40%), jednak czasem pozwala wykorzystać energię odpadową co podnosi sprawność całego urządzenia. Np. zastąpienie pompy tłokowej strumienicą na parę odlotową w parowozach zmniejsza zużycie węgla. Do jej zasilania wykorzystuje się energię odpadową, a ponadto woda zasilająca kocioł zostaje wstępnie podgrzana.

## Przykłady zastosowań
- laboratoryjna pompka wodna stosowana powszechnie w laboratoriach chemicznych.
- pompa zasilająca kocioł parowy
- smoczek (pompa) wytwarzający próżnię w skraplaczu
- układ zasysania w motopompie
- pompa do odkażania zasilana spalinami
- podawanie piasku z piasecznicy w lokomotywie
- skraplacz strumienicowy
- dyfuzyjna pompa próżniowa
- urządzenie ciągowe
- dmuchawka (kocioł)

## Historia
- 1570 – pomysł (Vitro Delarme i Philibert Delarme)
- 1818 – pierwsza konstrukcja (Manoury d'Ectot)
- 1872 – inżektor parowozowy (Ernest Kötring)
- 1882 – skraplacz strumienicowy (Ernest Kötring)